# Der Wendepunkt (Klaus Mann)
Der Wendepunkt. Ein Lebensbericht ist die zweite Autobiografie nach Kind dieser Zeit von Klaus Mann, die, in englischer Sprache verfasst, zuerst 1942 im L. B. Fischer Verlag, New York, unter dem Titel The Turning Point: Thirty-Five Years in this Century in den USA  veröffentlicht wurde. The Turning Point endet mit Klaus Manns Entscheidung zum Eintritt in die US Army. Der Titel bezieht sich auf Manns Ansicht, jeder Mensch habe an bestimmten Lebenspunkten die Möglichkeit, sich für das eine oder andere zu entscheiden und damit seinem Leben eine bestimmende Wendung zu geben. In seinem Leben war das die Wandlung vom ästhetisch-verspielten zum politisch engagierten Schriftsteller.

## Zum Werk
Die Kritiken zum Turning Point waren voll des Lobes. Sein Freund und Verleger Fritz H. Landshoff, von 1933 bis 1940 Leiter der deutschen Abteilung des Exilverlags Querido in Amsterdam, 1942 Mitbegründer des L. B. Fischer Verlags, hatte ihn 1946 gebeten, eine deutsche Fassung zu erstellen. Die von Mann übersetzte, redigierte und erweiterte deutsche Fassung wurde 1949, kurz vor seinem Tod, fertiggestellt. Eine von Monika Mann erstellte Rohübersetzung der ersten sechs Kapitel aus dem Englischen erwies sich für ihn als wenig hilfreich. Die Kapitel neun, zehn und elf wurden für die deutschen Leser beträchtlich erweitert, das zwölfte und letzte Kapitel, Der Wendepunkt, völlig neu geschrieben. Es besteht aus fiktiven Briefen der Jahre 1943 bis 1945. Insgesamt umfasst die deutschsprachige Ausgabe die Zeit von seiner Kindheit bis zur Entlassung aus der US Army 1945. Vom Bermann-Fischer/Querido Verlag geforderte Kürzungen führte er bis Ende März 1949 aus. Er erhielt vor seinem Tod keine Druckfahnen mehr und zweifelte, ob der Band je erscheinen würde. Der Querido Verlag war 1948 in den Bermann-Fischer Verlag integriert worden. Aufgrund starker Einflussnahme von Thomas Mann auf Gottfried Bermann Fischer, der Thomas Manns Verleger war, erschien Der Wendepunkt postum im Jahr 1952. Es heißt, dass diese Autobiografie eine der wichtigsten und spannendsten Zeitdokumente über die Literatur- und Kunstszene im Deutschland der 1920er Jahre und das Leben der deutschen Intellektuellen während des Exils im Zweiten Weltkrieg ist.
Zum 100. Geburtstag des Autors im November 2006 erschien eine Neuausgabe, sie wurde erweitert um bisher unveröffentlichte Texte aus dem Nachlass: Entwürfe und Varianten, die bei der  Bearbeitung der deutschen Erstausgabe von Erika Mann und einem Lektor gestrichen wurden, da sie zu persönlich erschienen oder politisch nicht opportun waren.

## Zitat
„Was für eine Geschichte ist es denn, die ich zu erzählen habe? Die Geschichte eines Intellektuellen zwischen zwei Weltkriegen, eines Mannes also, der die entscheidenden Lebensjahre in einem sozialen und geistigen Vakuum verbringen musste: innig – aber erfolglos – darum bemüht, den Anschluß an irgendeine Gesellschaft zu finden, sich irgendeiner Ordnung einzufügen: immer schweifend, immer ruhelos, umgetrieben, immer auf der Suche …; die Geschichte eines Deutschen, der zum Europäer, eines Europäers, der zum Weltbürger werden wollte; die Geschichte eines Individualisten, dem vor der Anarchie fast ebenso graut wie vor der Standardisierung, der ‚Gleichschaltung‘, der ‚Vermassung‘; die Geschichte eines Schriftstellers, dessen primäre Interessen in der ästhetisch-religiös-erotischen Sphäre liegen, der aber unter dem Druck der Verhältnisse zu einer politisch verantwortungsbewußten, sogar kämpferischen Position gelangt … […] (Der Schatten des väterlichen Ruhms auf meinem Weg …, ja, das gehört auch hinein.)“ Zitat aus Der Wendepunkt, S. 581